# Соколов, Алексей Алексеевич (Герой Социалистического Труда)
Алексей Алексеевич Соколов — советский хозяйственный и политический деятель, Герой Социалистического Труда.

## Биография
Родился в 1922 году в деревне Залозно Мегринского сельсовета Чагодощенского района Вологодской области. Член КПСС.
С 1937 года — на хозяйственной работе: колхозник в родном селе, помощник резчика стекла Чагодощенского стекольного завода.
Участник Великой Отечественной войны: адъютант стрелкового полка, командир разведки стрелкового полка, помощник начальника штаба стрелкового полка
В 1946—1949 гг. — военный преподаватель — воспитатель в школе ФЗО-8 в поселке Чагода Вологодской области.
В 1949—1974 гг. — бортовой, мастер II-й руки, мастер I-й руки, машинист машин вертикального вытягивания стекла, бригадир Чагодощенского стекольного завода Министерства промышленности строительных материалов РСФСР.
Указом Президиума Верховного Совета СССР от 7 мая 1971 года за выдающиеся производственные успехи в выполнении заданий пятилетнего плана Соколову Алексею Алексеевичу присвоено звание Героя Социалистического Труда с вручением ордена Ленина и золотой медали «Серп и Молот».
Умер в 2015 году в Чагоде.